# Chardry
Chardry est un écrivain anglo-normand du XIIIe siècle.
On lui doit une pièce de mille neuf cents vers, intitulée le Petit-Plet qui décrit une discussion entre un vieillard et un jeune homme sur le bonheur et les vicissitudes de la vie humaine. 
Il a également exercé son talent sur des sujets de dévotion avec la Vie de Saint Josaphat (2 900 vers), la Vie des sept Frères Dormants (1 800 vers) légende fort répandue au Moyen Âge de sept jeunes chrétiens d’Éphèse qui, fuyant les persécutions de l'empereur Dèce, s’enfuient, s’enferment dans une grotte où ils sont emmurés et tombent dans un sommeil dont les tirera Jésus.
Ses œuvres sont conservées dans trois manuscrits à Londres, Oxford et le Vatican.

## Œuvres
- Chardry Josaphaz, Set dormanz, und Petit plet ; Dichtungen in der anglo-normannischen Mundart des XIII. Jahrhunderts. Zum ersten Mal vollständig mit Einleitung, Anmerkungen, und Glossar, Éd. John Koch, Wiesbaden, Sändig, 1968
- La Vie des set dormanz, Éd. Brian S. Merrilees, London, Anglo-Norman text society, 1977
- Le Petit plet, Éd. Brian S. Merrilees, Oxford, Blackwell, 1970

## Bases de données et dictionnaires
- Ressource relative à la littérature :   - Archives de littérature du Moyen Âge
- Notices d'autorité :   - VIAF
  - ISNI
  - BnF (données)
  - IdRef
  - LCCN
  - GND
  - Belgique
  - Pays-Bas
  - Vatican
  - Norvège
  - Lettonie
  - WorldCat